# 百物語

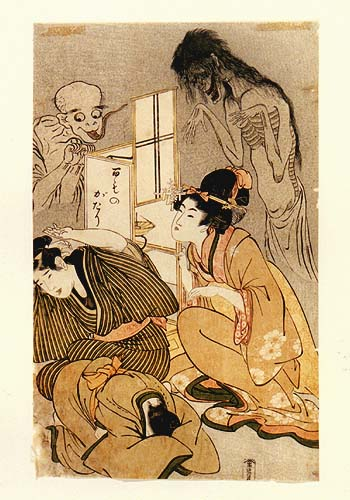
喜多川歌麿筆

百物語（ひゃくものがたり）是日本傳統的怪談會之一。點100支蠟燭，說完一個怪談吹熄一支蠟燭，直到說完100個怪談，蠟燭全部吹熄之時，妖怪就會出現。起源不明，流行於江戶時代。寬文6年（1666年），淺井了意的假名草子「伽婢子（おとぎぼうこ）」曾介紹百物語的進行方法。
許多類似百物語的怪談書籍刊行，延寶5年（1677年）的「諸國百物語」、寶永3年（1706年）的「御伽百物語」、享保17年（1732年）的「太平百物語」等為人所熟知。被稱作怪談文學，始於室町時代，在江戶期大為流行。其他尚有森鷗外的同名小說、杉浦日向子的同名漫畫、電影「妖怪百物語」等。
另外，「百物語」常用在許多故事的合集，題名多為「○○百物語」。

## 流行文化登場的百物語
- 靈異教師神眉：青行燈之卷的妖怪青行燈變成鳴介的模樣，誘使學生舉行百物語活動。
- 陰陽師 (遊戲)：式神青行燈的傳記引用百物語的典故。
- 怪談餐館：動畫版的甜點篇章，以主角舉行百物語的形式訴說怪談。
- 妖怪少爺
- 蝶之毒華之鎖：遊戲裡的角色路線斯波純一路線有舉行百物語的事件。
- XXXHOLiC
- SCP 基金會：其中scp-5999是以百物語為題材的創作，在依序點擊文章後，蠟燭依序熄滅，最後出現嚇人影片代表鬼的出現。
- 我死前的百物語
- 精靈小姐瘦不了：漫畫第9話和《新》篇漫畫第3話均出現了舉辦百物語的事件，由於參加人數有限僅準備5枝蠟燭。

## 外部連結
- 百物語 （页面存档备份，存于） - 森鷗外（青空文庫）
- 北齋「百物語」復刻版コラム （页面存档备份，存于） - 北齋「百物語」（アダチ版画研究所制作・京極夏彦氏監修）